# Anna Strauler
Anna Strauler OCist (* 15. Jahrhundert; † 1. August 1487) war eine deutsche Zisterzienserin und von 1460 bis 1476 Äbtissin des Zisterzienserinnen-Klosters Lichtenthal.

## Leben
Es wird angenommen, dass Anna Strauler einer elsässischen Bürgerfamilie entstammte, worauf ihr Wappen deuten würde, und dass sie aus dem Kloster Koenigsbruck nach Lichtenthal kam. Die Vorgängeräbtissin Elisabeth Wiest war im Jahr 1458 gestorben und Anna Strauler wurde im Jahr 1460 mit einhelliger Entscheidung des Konvents als ihre Nachfolgerin zur 19. Äbtissin des Klosters Lichtenthal gewählt. Urkunden belegen jedoch, dass sie bereits 1459 Vorsteherin des Klosters gewesen sein muss. Im Umgang mit den Besitzungen des Klosters Lichtenthal erwies sich Äbtissin Anna als geschickt und gab viele Güter als Verleihungen aus. Darunter befanden sich u. a. ein Widemgut in Steinbach, Höfe in Dürrenwettersbach, Plittersdorf und Winden, der Hardberg, Gartengelände in Au am Rhein, ein Gülthof in Liedolsheim sowie Weiher in Affental und im Bürener Tal.
Einem Vertrag  entsprechend wurde der Abtei 1467 der Ooser Neubruchzehnt (auch Rottzehnt genannt) zugewiesen, wogegen entsprechend dem Wunsch des Markgrafen Karl I. (Baden) die Kollatur aus der Pfarrei Ettlingen an ihn abzutreten war. 1470 wurde die Lichtenthaler Klosterkirche durch den Speyerer Bischof Matthias von Rammung rekonziliiert sowie die Fürstenkapelle und drei Altäre erneut geweiht. Die Weihe des neu errichteten Frauenchors nahm der Speyerer Weihbischof Johann von Isenberg am 11. Juni 1470 vor.
Nachdem Markgraf Christoph I. (Baden) 1475 die Regentschaft übernommen hatte, verhandelte er wohl kurz darauf mit Äbtissin Anna über deren Resignation. Mit ihrem Rücktritt 1476 machte sie schließlich den Weg frei für die Schwester des Markgrafen Margaretha von Baden, die ihre Regentschaft im Kloster Lichtenthal 1477 übernahm. Äbtissin Anna Strauler ist urkundlich zuletzt für das Jahr 1474 belegt, sie starb am 1. August 1487.